# Liste des évêques de Miarinarivo
Liste des évêques de Miarinarivo
(Dioecesis Miarinarivensis)
La mission sui juris de Miarinarivo est créée le 13 décembre 1933, ex nihilo.
Elle est érigée en vicariat apostolique le 25 mai 1939, puis en évêché le 14 septembre 1955.

## Est vicaire apostolique
- 25 mai 1939-14 septembre 1955 : Ignace Ramarosandratana

## Sont évêques
- 14 septembre 1955-† 1er septembre 1957 : Ignace Ramarosandratana, promu évêque. L'un des 9 premiers prêtres malgaches ordonnés le 18 février 1925 par Henri Lespinasse de Saune[1].
- 24 juin 1958-† 30 avril 1959 : Édouard Ranaivo, est également l'un des neuf premiers prêtres malgache.
- 5 avril 1960-† 15 novembre 1985 : François Rajaonarivo (François Xavier Rajaonarivo)
- 15 novembre 1985-3 juillet 1987 : siège vacant
- 3 juillet 1987-18 octobre 1993 : Armand Toasy
- 18 octobre 1993-14 février 1998 : siège vacant
- 14 février 1998-15 février 2007 : Raymond Razakarivony
- depuis le 15 février 2007 : Jean Randrianarisoa (Jean Claude Randrianarisoa)